# Kurt Hennrich
Kurt Hennrich (28. srpna 1931 Drmaly – červenec 2020) byl československý reprezentant v alpském lyžování. Je německé národnosti. V roce 1953 se stal juniorským mistrem Československa, v roce 1955 vyhrál seniorský republikový šampionát ve slalomu. Byl nominován na Zimní olympijské hry 1956 v Cortině d'Ampezzo, kde obsadil shodně 36. místo ve slalomu i v obřím slalomu. V závodě ve sjezdu, který se jel na trati Olimpia delle Tofane v extrémních povětrnostních podmínkách, kdy do cíle dorazilo jen 47 ze 75 startujících, skončil na sedmém místě (přestože se mu na jedné lyži vytrhla hrana), což je historicky nejlepší výsledek českého závodníka v olympijském mužském sjezdu. V roce 1956 se stal akademickým mistrem světa, startoval rovněž na mistrovství světa v alpském lyžování 1958, kde obsadil 23. místo ve sjezdu. Po ukončení kariéry působil v letech 1962–1964 jako trenér sjezdařské reprezentace ČSSR. Vyučil se zámečníkem, pak vystudoval Vysokou školu strojní v Liberci a pracoval v litvínovských chemických závodech. Účastnil se veteránských lyžařských soutěží za klub Ski club Krušnoborci.